# Robyn Hitchcock
Pour les articles homonymes, voir Hitchcock (homonymie).
Robyn Rowan Hitchcock est un auteur-compositeur-interprète anglais né le 3 mars 1953. 

## Biographie
Étant avant tout chanteur et guitariste, Robyn Hitchcock joue également du piano, de l'harmonica et de la basse. Sorti de l'ombre à la fin des années 1970 avec le groupe de rock indépendant britannique The  Soft Boys, il connait par la suite une carrière solo prolifique. 
Son style est influencé par son amour pour la musique de Bob Dylan, John Lennon, Nick Drake et Syd Barrett, entre autres. Parfois teintées de surréalisme et de mélancolie, ses paroles incluent également des éléments comiques.
Malgré un retentissement peu important à l'échelle mondiale, il figure sur deux importants labels américains (A&M Records et Warner Brothers).

## Composition de musique de film
- 2001 : Amerikana
- 2009 : Women in Trouble
- 2010 : Radio Free Albemuth